# Movimento Nazionale Somalo
Il Movimento Nazionale Somalo (in somalo: Dhaq dhaqaaqa wadaniga soomaliyeed; in inglese: Somali National Movement - SNM) è stato un partito politico fondato in Somaliland nel 1980, il cui scopo era il raggiungimento dell'indipendenza del Somaliland dalla Somalia. Nel corso della guerra civile si è trasformato in organizzazione armata.

## Storia
Dopo la caduta di Siad Barre, nel gennaio 1991, fu istituito un governo provvisorio guidato dal Congresso della Somalia Unita (USC) di Ali Mahdi e del generale Aidid. Il Movimento Nazionale Somalo, guidato da Abdirahman Ahmed Ali Tur, non riconobbe la legittimità del nuovo governo, ma nel marzo 1991 Sylanio propose una condivisione del potere tra USC e MNS sotto un nuovo governo di transizione, anche se la proposta non ebbe seguito.
Alla conferenza di Burao dell'aprile-maggio 1991, i secessionisti del MNS proclamarono l'indipendenza della regione e nominarono come presidente il leader del MNS Abdirahman Ahmed Ali Tur.
Dal 2010 al 2017 Sylanio è stato presidente dell'autoproclamata Repubblica del Somaliland.